# Mr. Mercedes
Mr. Mercedes (engleză Bag of Bones) este un roman polițist de Stephen King publicat la 3 iunie 2014 de Scribner. Este al 62-lea roman al lui King și al 44-lea publicat sub propriul său nume. La 10 iunie 2014 autorul a descris Mr. Mercedes pe Twitter ca primul  volum al unei trilogii proiectate despre detectivul Bill Hodges,  fiind urmat în 2015 de Finders Keepers (Ce-am găsit al meu să fie). Romanul a primit premiul Edgar în 2015 pentru cel mai bun roman. A fost adaptat într-un serial de televiziune omonim în 2017.

## Ecranizare
- Mr. Mercedes (serial TV)